# Planet Jarre
Az Planet Jarre (50 Years Of Music) Jean-Michel Jarre addigi 50 éves pályafutását  összefoglaló válogatásalbumának címe. A 41 számot tartalmazó kiadvány 2018. szeptember 14-én jelent meg. A szerzemények témák szerint négy csoportba rendezve szerepelnek az albumon. A régebbi, klasszikusnak számító Jarre számok mellett, néhány eddig ismeretlen kompozíció, valamint két vadonatúj felvétel (Herbalizer, Coachella Opening)  is helyet kapott.

## Az album dalai

### CD 1

#### Soundscapes
- 1 Oxygene, Pt. 1 (7:39).[2]
- 2 Oxygene, Pt. 19 (5:01)
- 3 First Rendez Vous (Remastered) (2:55)
- 4 Millions of Stars (5:39)
- 5 Chronology, Pt. 1 (3:23)
- 6 Oxygene, Pt. 20 (5:30)
- 7 Equinoxe, Pt. 2 (5:01)
- 8 Waiting for Cousteau (3:00)
- 9 The Heart of Noise (The Origin) (2:36)

#### Sequences
- 1 Coachella Opening (3:58)
- 2 Arpegiateur (6:15)
- 3 Automatic, Pt. 1 JMJ & Vincent Clarke (2:58)
- 4 Exit JMJ & Edward Snowden (5:45)
- 5 Equinoxe, Pt. 7 (3:35)
- 6 Oxygene, Pt. 8 (5:24)
- 7 Stardust JMJ & Armin van Buuren (4:37)
- 8 Herbalizer (3:26)
- 9 Revolutions (3:23)

### CD 2

#### Themes
- 1 Industrial Revolution, Pt. 2 (Remastered) (2:22)
- 2 Oxygene, Pt. 4 (3:46)
- 3 Equinoxe, Pt. 5 (3:45)
- 4 Oxygene, Pt. 2 (5:25)
- 5 Zoolookologie (3:44)
- 6 Bells (2:05)
- 7 Equinoxe, Pt. 4 (5:32)
- 8 Magnetic Fields, Pt. 2 (3:58)
- 9 Rendez-Vous II, Pt. 4 (2:20)
- 10 Fourth Rendez-Vous (Remastered) (4:09)
- 11 Chronology, Pt. 4 (Remastered) (4:08)

#### Explorations and Early works
- 1 Ethnicolor (3:30)
- 2 Souvenir de Chine (Live) (4:00)
- 3 Blah Blah Cafe (Remastered) (3:22)
- 4 Music for Supermarkets (2:04)
- 5 Roseland (Le pays de rose) (2:03)
- 6 La Cage (3:09)
- 7 Erosmachine (2:59)
- 8 Hypnose (3:27)
- 9 La Chanson Des Granges Brulées (2:45)
- 10 Happiness Is a Sad Song (5:51)
- 11 Aor Bleu (3:09)
- 12 Last Rendez Vous (4:08)